# Pančevo
Pančevo (kyrilliska Панчево, ungerska Pancsova, rumänska Panciova, tyska Pantschowa) är en stad 15 km nordöst om Belgrad i den norra serbiska provinsen Vojvodina. Staden har omkring 76 000 invånare (2011). Kommunens invånarantal är cirka 126 000. Majoriteten av invånarna är serber (76,4 %).
Staden nämns först på 1100-talet. Till 1600-talet tillhörde Pančevo det Ungerska kungariket, därefter det osmanska riket. På den tiden var Pančevos befolkning till största delen serbisk. Senare ingick staden i Habsburg och militärgränsen, en buffertzon mellan Österrike-Ungern och det osmanska riket, därefter Vojvodina som på den tiden var en autonom region under Österrike. Efter andra världskriget ingick staden i Jugoslavien.
I april 1941 utförde tyska SS-trupper en massavrättning i Pančevo.
Pančevo är en industristad och har bland annat ett oljeraffinaderi som bombades av NATO under Kosovokriget 1999, vilket har lett till enorma miljöproblem.
I stadsdelen Vojlovica finns en kyrka som är byggd i slutet av 1300-talet.

## Stadsdelar och orter
Stadsdelar i Pančevo:
| - Centar - Kotež - Kudeljarski Nasip - Margita - Misa Vinogradi | - Mladost - Pepeljara - Sodara - Strelište | - Tesla - Topola - Utvina Kolonija - Vojlovica |

Följande orter ligger i kommunen:
- Banatski Brestovac
- Banatsko Novo Selo
- Dolovo
- Glogonj
- Ivanovo,Serbien
- Jabuka,Serbien
- Omoljica

## Galleri

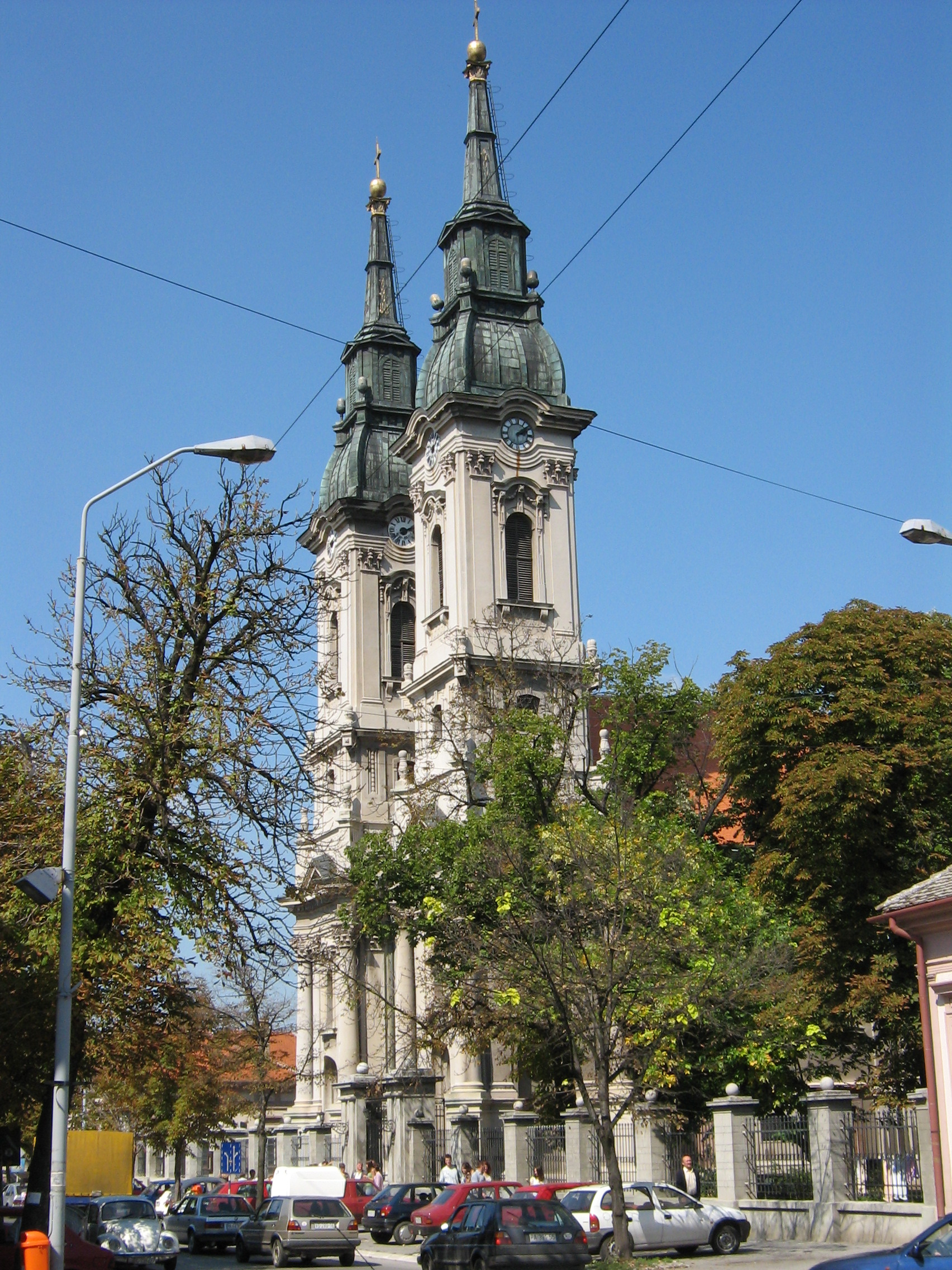
Jungfru Marie himmelsfärds kyrka.
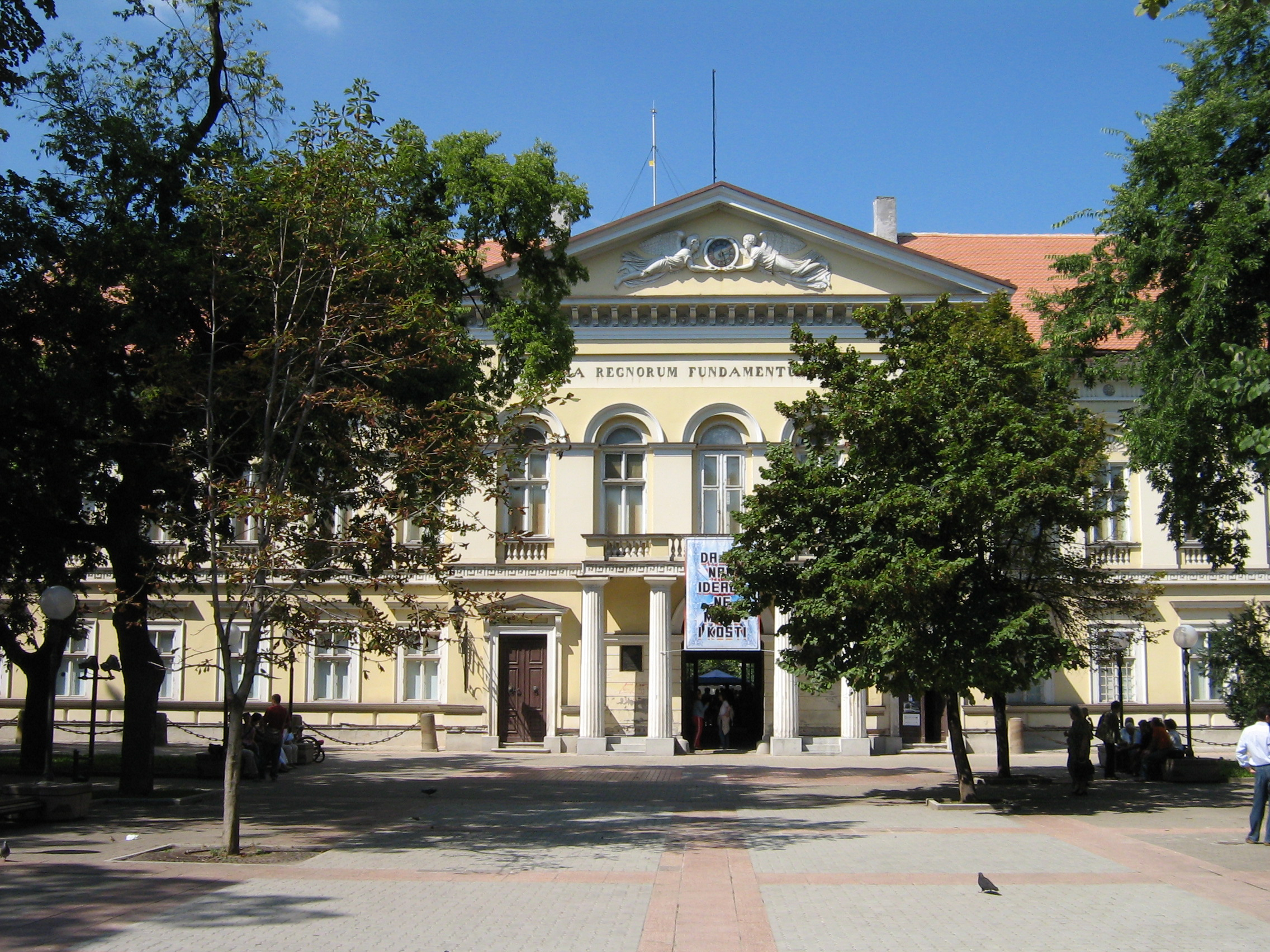
Folkets museum.
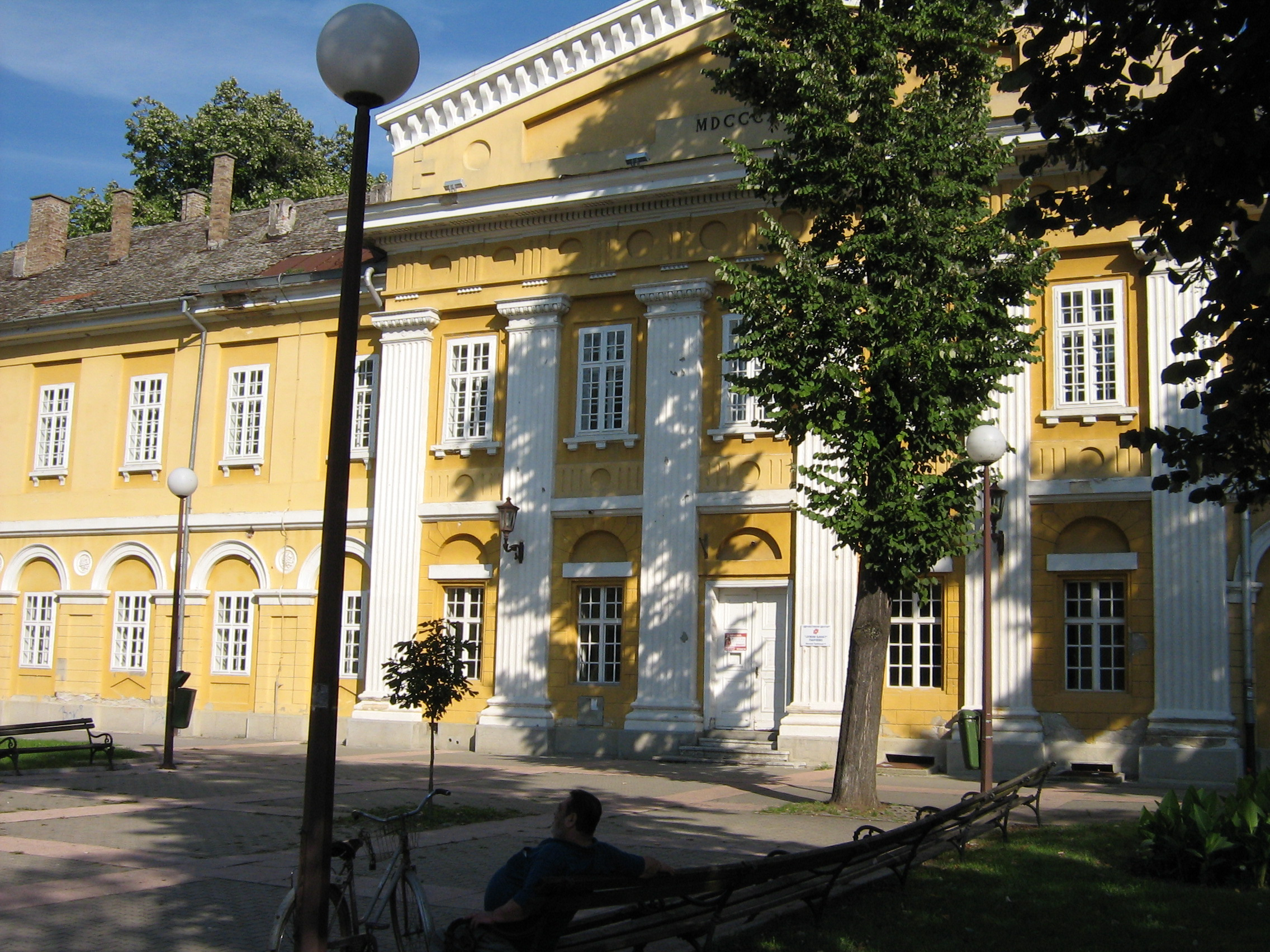
Sjukhusbyggnad.